# Карагозян, Андроник Акопович
Андроник Акопович Карагозян (1908 год, село Ахалсопели, Сухумский округ, Кутаисская губерния, Российская империя — дата смерти неизвестна) — звеньевой колхоза имени Сталина Сухумского района Абхазской АССР, Грузинская ССР. Герой Социалистического Труда (1949).

## Биография
Родился в 1908 году в крестьянской семье в селе Ахалсопели Кутаисской губернии.
Со второй половины 1940-х годов — рядовой колхозник, звеньевой табаководческого звена колхоза имени Сталина Сухумского района.
В 1948 году звено Андроника Карагозяна собрало в среднем с каждого гектара по 16,3 центнеров листьев табака сорта «Самсун № 27» на участке площадью 3,2 гектара. Указом Президиума Верховного Совета СССР от 3 мая 1949 года «за получение высоких урожаев кукурузы и табака в 1948 году» удостоен звания Героя Социалистического Труда с вручением ордена Ленина и золотой медали «Серп и Молот».
Этим же указом званием Героя Социалистического Труда были награждены председатель колхоза Ефрем Абрамович Ашкарян, табаководы колхоза Иона Бегларович Дарцмелия, Андроник Тигранович Ашкарян и Аведис Егиевич Томасян.
После выхода на пенсию проживал в селе Ахалсопели.
Дата смерти не установлена.